# Jüdische Gemeinde Wittmund

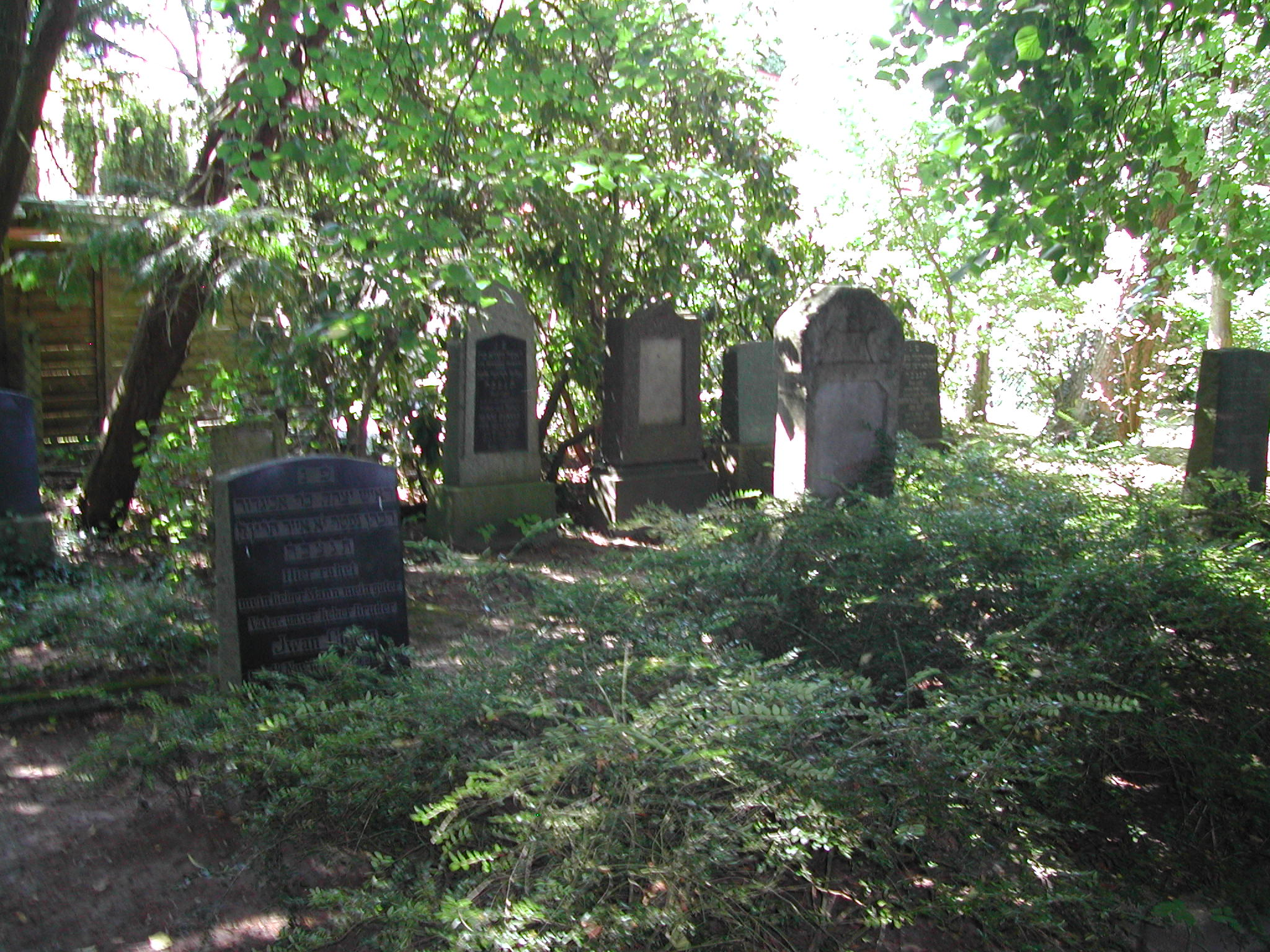
Der jüdische Friedhof in Wittmund an der Auricher Straße

Die jüdische Gemeinde in Wittmund bestand über einen Zeitraum von rund 300 Jahren von ihren Anfängen im 17. Jahrhundert bis zu ihrem Ende am 23. Oktober 1941.

## Geschichte der Jüdischen Gemeinde in Wittmund
Das Harlingerland, das aus den alten Ämtern Esens, Stedesdorf und Wittmund besteht, war bis zu seiner Vereinigung mit der Grafschaft Ostfriesland im Jahre 1600 ein selbständiges Territorium.

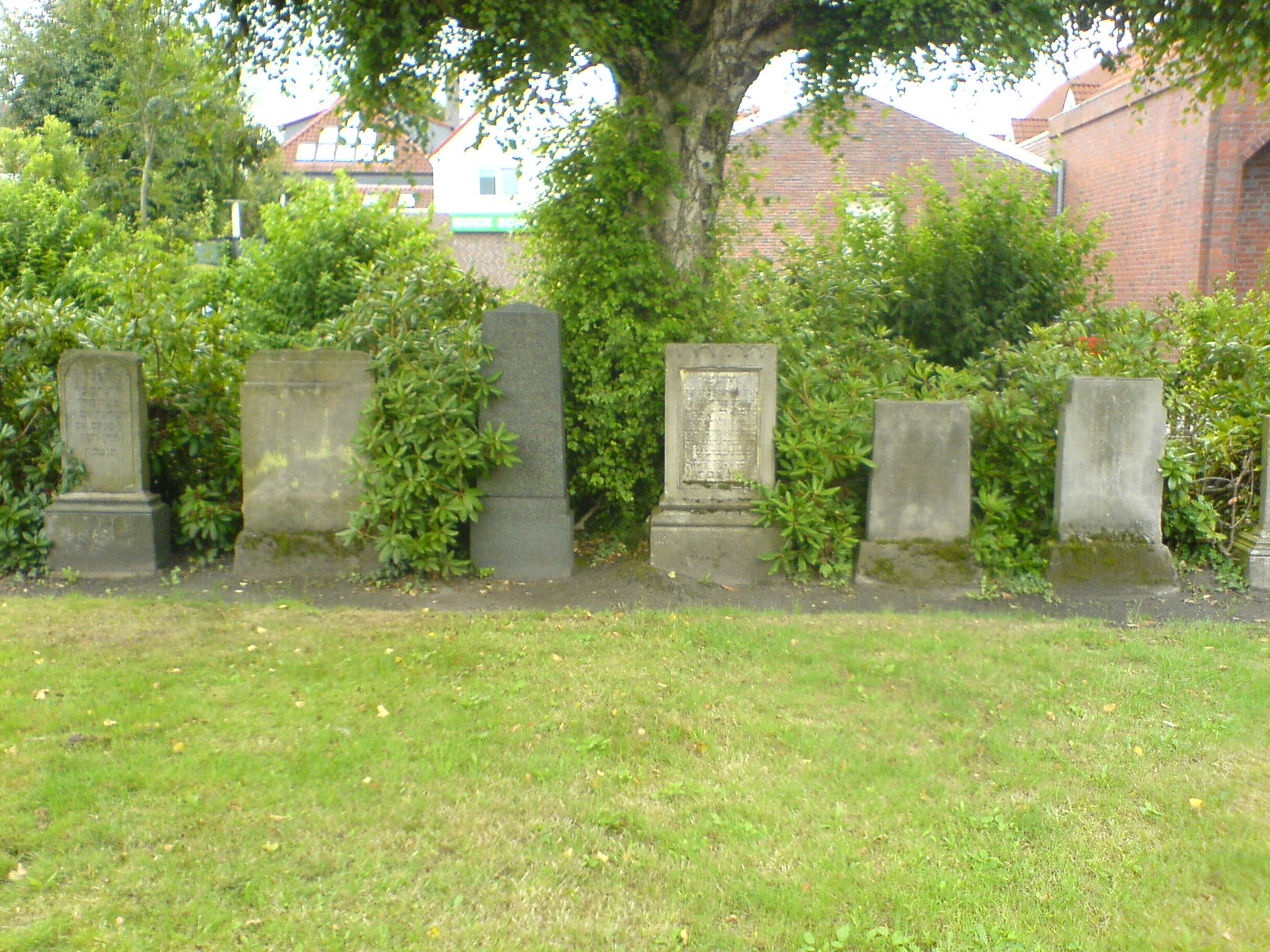
Der alte jüdische Friedhof von Wittmund an der Finkenburgstraße

Verschiedene spätere Quellen deuten darauf hin, dass sich Juden hier zunächst in Wittmund niederließen. So berichtet Balthasar Arend, Pastor in Berdum 1684: „Es haben auch die Juden durch obrigkeitliches Nachsehen schon über anderthalb hundert Jahre alhier ihre Schule und Zusammenkunft gehabt, müssen aber gleich den Mennisten Schutzgeld geben und zu dem Ende Schutzbriefe suchen und erhalten. Sie haben auch außerhalb dem Flecken an den Gärten einen Kirchhof liegen, welcher vor Zeiten aber viel größer gewesen sein soll, ohne es also zu wissen, woher es komme, daß er also verkleinert worden. Die Juden zu Esens und zur Neustadt in der Herrlichkeit Gödens bringen Ihre Toten auch zu diesem Friedhof und sind verpflichtet, diesen Kirchhof zugleich mit zu unterhalten.“ Um 1634 soll Jekutiel Blitz in Wittmund geboren sein. Er übersetzte als erster die Bibel ins Jiddische. Dies ist nur anhand von Amsterdamer Quellen zu belegen, in denen als Geburtsort Wittmund angegeben ist, kann dennoch als gesichert angenommen werden, da eine jüdische Familie Blitz seit Beginn des 18. Jahrhunderts in Wittmund nachweisbar ist.

### 17. Jahrhundert bis 1744
Der erste konkrete Hinweis über die Anwesenheit von Juden in Wittmund stammt aus dem Jahre 1639. Hier wird in einer Liste der Jude Moyses Nathans zu Wittmund erwähnt, der Schutzgeld in Höhe eines halben Rosenobels für 1637 nachzahlen musste. Der von Graf Ulrich II. am 13. Juni 1645 ausgestellte Generalgeleitsbrief erwähnt in Wittmund die drei Juden David Abrahams, Moyses Nathans und Gottschalk Isaacs. Durch Zuzug entwickelte sich die Gemeinde in den folgenden Jahren und schon um 1676 lebten acht jüdische Familien in Wittmund. Für die zweite Hälfte des 17. Jahrhunderts lassen sich Geschäftsverbindungen der Wittmunder Juden zur Messe in Leipzig nachweisen.
Wie im übrigen Ostfriesland auch, lebten die meisten Juden vom Schlachtergewerbe. Laut einem Verzeichnis aller berufstätigen Einwohner des Fleckens Wittmund von 1714, sind von den elf dort aufgeführten Juden zehn Schlachter gewesen, nur Nathan Elias war Kaufmann.
Spätestens um 1736 haben sich Juden auch in den umliegenden Orten niedergelassen, so in Altfunnixsiel und Carolinensiel. Dies geht aus dem Generalgeleitbrief des letzten ostfriesischen Fürsten Carl Edzard hervor. In ihm lassen sich erstmals Tendenzen nachweisen, den jüdischen Bevölkerungsanteil zu begrenzen. So sollten sich im Amt Wittmund nur noch zwölf jüdische Familien niederlassen dürfen.

### 1744 bis 1933
1744 fiel Ostfriesland nach dem Aussterben der Cirksena an Preußen und Friedrich II. ließ eine Generaltabelle der ostfriesischen Juden erstellen. Demnach lebten zu dieser Zeit im Flecken Wittmund 13 jüdische Familien. Insgesamt lebten 65 Personen jüdischen Glaubens in Wittmund. An der Erwerbsstruktur hatte sich nichts geändert. Immer noch lebten die meisten vom Schlachtergewerbe, einige wenige betätigten sich als Pferdehändler und Textilhändler. Lediglich zwei Juden betrieben als Nebenerwerb den Geldverleih.
Eine 1749 im Amt Wittmund durchgeführte Zählung erfasste 16 jüdische Familien. Wie schon die Cirksena wollten auch die Preußen den jüdischen Bevölkerungsanteil in Wittmund senken. So sollten im Amt Wittmund nur noch zehn jüdische Haushalte geduldet werden. Dies hatte jedoch keinen Einfluss auf die jüdische Gemeinde, deren Mitgliederzahl 1775 immer noch 16 Familien umfasste.

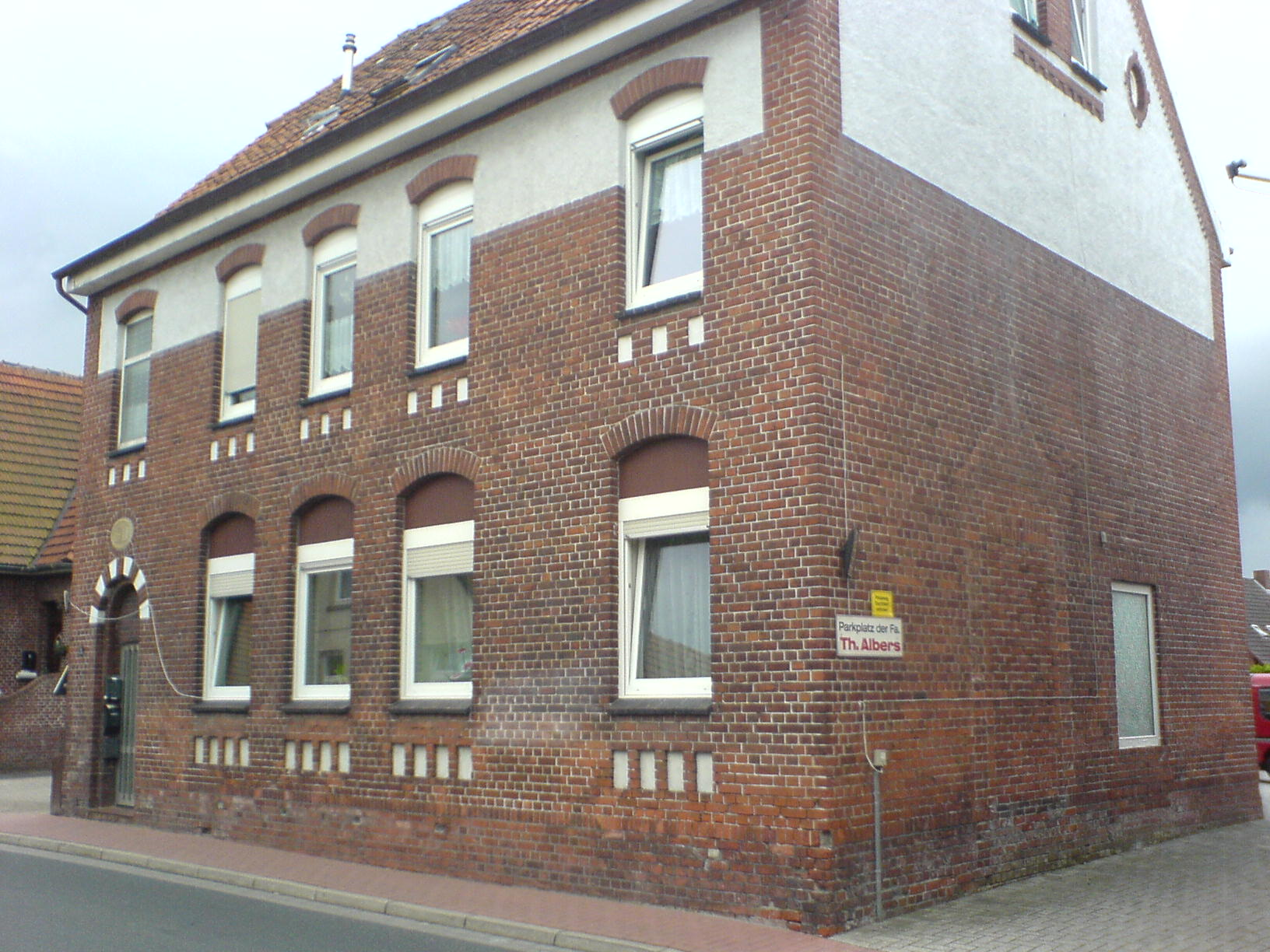
Ehemalige jüdische Schule in Wittmund

Zunächst besaß die jüdische Gemeinde in Wittmund nur ein „Schullocal“. Das Privathaus, in dem es untergebracht war, diente der Gemeinde über viele Jahre als Gemeindezentrum und Synagoge. Das genaue Baudatum ist unbekannt, jedoch liegt ein Versicherungsbeleg der Brandkasse aus dem Jahr 1905 vor in dem in der Spalte „Alter des Gebäudes“ ca. 150 Jahre steht. 1897 brach im Nachbargebäude ein Brand aus, in dessen Folge auch das Gemeindehaus in Mitleidenschaft gezogen wurde. Die Schäden konnten bald ausgebessert werden, jedoch entsprach das Gebäude nicht mehr den Anforderungen und so plante die Gemeinde zunächst den Abbruch des Gebäudes und einen Neubau auf dem Grundstück. Dieser Plan wurde jedoch bald verworfen und das Gebäude schließlich an den Kaufmann Blessmann verkauft, der somit sein 1897 abgebranntes Haus um das angrenzende Gebäude erweitern konnte. Der neue Plan sah nun vor, das Schulgebäude an der Buttstraße zu bauen, wo die Gemeinde bereits 1851 ein Gebäude für 425 Reichsmark Gold von der Familie Behrends gekauft und als Armenhaus genutzt hatte. Der Plan sah vor, das alte Armenhaus abzureißen und hier jetzt ein Schulgebäude mit Wohnung für den Lehrer und ein Ritualbad zu errichten. Noch 1910 begannen die Bauarbeiten und schon im Dezember 1911 konnte die feierliche Einweihung stattfinden. Die Schule wurde bis 1924 genutzt und das Gebäude ist bis heute in seinem ehemaligen Zustand erhalten.
Zu Beginn des 19. Jahrhunderts plante die jüdische Gemeinde in Wittmund den Bau einer eigenständigen Synagoge. Zuvor wurden die Gottesdienste in einem Privathaus, welches gleichzeitig als Schule diente abgehalten. Diese Vorhaben trug der damalige Synagogenvorsteher Abraham Arends Neumark dem Bürgermeister des Fleckens, Müller, vor. Die jüdische Gemeinde wollte einen Teil der Baukosten durch eine Haus-Collekte aufbringen. Dieses wurde zunächst durch die obere Behörde abgelehnt, schließlich aber am 1. April 1815 durch den Zivilgouverneur von Vinke über einen Zeitraum von acht Wochen genehmigt.
Das Gebäude war ein einstöckiger Klinkerbau. In Richtung Kirchstraße (Ostseite) befand sich zwischen zwei hohen Fenstern eine Steintafel mit dem Text aus dem 2. Buch Mose, 19.6 in hebräischer Schrift: „Und Ihr sollt mir ein Königreich von Priestern und ein heilig Volk sein“. An der Nordseite befanden sich vier hohe Fenster. Der Eingang war auf der Südseite zwischen dem Kaufhaus Blessmann und der Synagoge und konnte durch eine ca. 1,50 m breite Lohne erreicht werden. Das Gebäude war bei der Ostfriesischen Landschaftlichen Brandkasse mit 5000 Mark versichert. Die Länge des Gebäudes betrug 10,30 m, die Breite 6,90 m, die Höhe unter dem Dach 8,00 m. Die bebaute Grundfläche betrug somit 71 m². Sie bot Platz für 60 – 80 Personen. Die Plätze für die Frauen befanden sich an der Westseite auf einer Empore. Zwischen zwei Bankreihen stand die Bima, der erhöhte Platz für den Rabbiner. Kronleuchter und Altardecke wurden von Philipp Neumark, einem Gemeindemitglied, anlässlich seines 71. Geburtstages gestiftet. Zwischen den beiden hohen Fenstern an der Ostseite stand der Thoraschrank, in ihm wurde die Thorarolle aufbewahrt.
Noch 1829 verfügte die jüdische Gemeinde in Wittmund über eine eher ärmliche Sozialstruktur. Von den 16 im Ort ansässigen Familien waren sechs bettelarm. Auch ein eigenständiges jüdisches Schulwesen entwickelte sich in Wittmund erst spät, so dass die schulpflichtigen Kinder noch 1843 die christliche Ortsschule besuchen mussten. Lediglich der Religionsunterricht fand im Gemeindezentrum statt, auch wenn die Schüler oft längere Zeit ohne Lehrer auskommen mussten. In diesen Zeiten übernahmen Jugendliche die Unterweisung der jüngeren Mitschüler.
Der jüdische Friedhof lag inzwischen innerhalb der Ortschaft und war nahezu voll belegt. Da Erweiterungen hier nicht mehr möglich waren, erwarb die jüdische Gemeinde 1899 außerhalb des Ortes ein Grundstück an der Auricher Straße, welches von 1902 bis 1939 genutzt wurde.
Inzwischen hatten neue Gesetze die Bürgerrechte auch für Juden in Ostfriesland gebracht. Auch die Berufsbeschränkungen für jüdische Bürger fielen weg, so dass die Erwerbsstruktur nun etwas vielfältiger geworden war. Das Verzeichnis der Gewerbetreibenden in Wittmund listet hier Colonialwarenhändler, Gemüse- und Obsthändler, Händler mit Haushaltsgegenständen und anderen Produkten, Kleinviehhändler, Kesselflicker, Lotteriekollekteure, Manufakturwarenhändler, Pferdehändler, Schlachter, Schneider, Schuhwarenhändler, Tagelöhner, Trödler und Viehhändler.
Im Ersten Weltkrieg zogen Wittmunder Juden für das Deutsche Reich an die Front. Mindestens einer ließ hierbei sein Leben und mindestens acht wurden verwundet. Die jüdische Gemeinde beteiligte sich auch an den Kriegssammlungen.
Während der Weimarer Republik ging die Zahl der in Wittmund ansässigen jüdischen Bürger auf 45 (1930) zurück.

### 1933 bis 1941

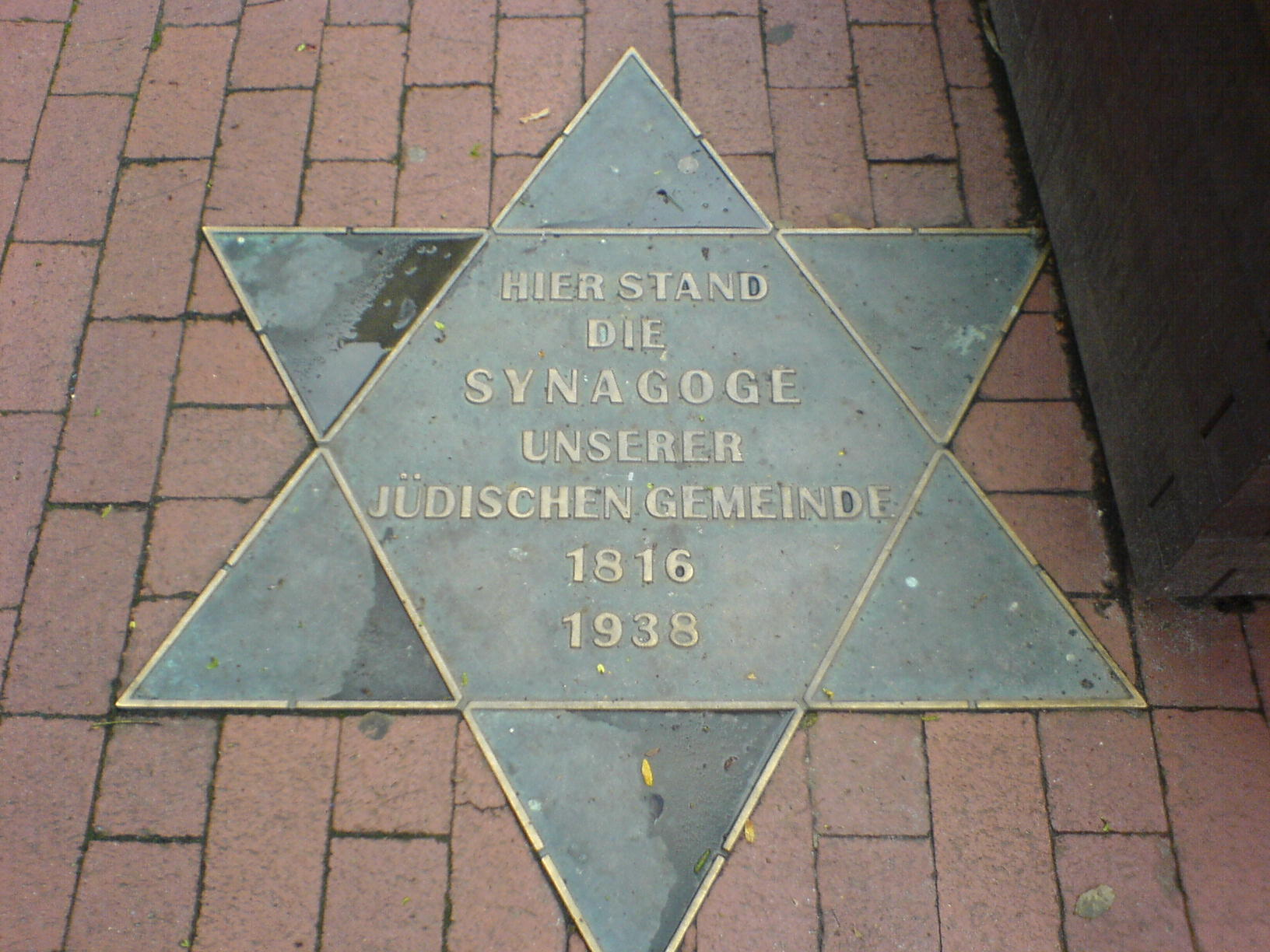
Gedenkplakette am Standort der abgebrochenen Synagoge in der Kirchstraße 12

Hatten wirtschaftliche Gründe schon vor 1933 einen verstärkten Wegzug der jüdischen Bevölkerung bewirkt, begann nach der Machtübernahme der Nationalsozialisten der Exodus der Wittmunder Juden. Nach 1933 wurde die Synagoge kaum noch genutzt, da die erforderliche Zahl von zehn männlichen Gottesdienstbesuchern für einen Minjan nicht mehr erreicht wurde. Der letzte Prediger, Lehrer und Kantor, Abraham Straßfeld, wanderte am 27. März 1935 mit seiner Familie in die USA aus. Die Synagoge wurde schließlich im Juni 1938 von der jüdischen Gemeinde an einen Kaufmann auf Abbruch verkauft. Sie fiel somit den Novemberpogrome nicht zum Opfer, sondern wurde bereits vorher abgerissen. Dennoch wurden auch in Wittmund Häuser jüdischer Bürger aufgebrochen, ihre Geschäfte und ihr Privateigentum geplündert sowie 20 Gemeindemitglieder zusammengetrieben. Diese verbrachte die SA zunächst zum Marktplatz. Nachdem sie dort unter Bewachung einige Stunden stehen mussten, wurden sie zur „Gastwirtschaft Bauer“ gebracht, wo sie in einen Stall gesperrt wurden. Die Frauen wurden im Verlauf des nächsten Vormittages entlassen. Die Männer wurden zusammen mit etwa 200 anderen jüdischen Ostfriesen nach Oldenburg überführt und dort in einer Kaserne zusammengetrieben. Ca. 1.000 jüdische Ostfriesen, Oldenburger und Bremer wurden dann mit einem Zug in das Konzentrationslager Sachsenhausen nördlich von Berlin deportiert, wo sie bis Dezember 1938 oder Anfang 1939 inhaftiert blieben. Nach und nach wurden sie wieder freigelassen.
Die Jüdische Gemeinde in Wittmund löste sich nach den Novemberpogromen schnell auf. Auf Veranlassung ostfriesischer Landräte und des Magistrats der Stadt Emden erließ die Gestapo-Leitstelle Wilhelmshaven eine Weisung, wonach Juden Ostfriesland bis zum 1. April 1940 verlassen sollten. Die ostfriesischen Juden mussten sich andere Wohnungen innerhalb des deutschen Reiches (mit Ausnahme Hamburgs und der Linksrheinischen Gebiete) suchen. Am 16. April 1940 wurde Wittmund vom Kreisoberinspektor für „judenfrei“ erklärt.

## Gemeindeentwicklung
| Jahr | Gemeindemitglieder |
| ---- | ------------------ |
| 1645 | 3 Familien         |
| 1676 | 8 Familien         |
| 1710 | 51 Personen        |
| 1749 | 16 Familien        |
| 1775 | 16 Familien        |
| 1802 | 60 Personen        |
| 1867 | 93 Personen        |
| 1885 | 86 Personen        |
| 1905 | 71 Personen        |
| 1925 | 53 Personen        |
| 1925 | 45 Personen        |

## Gedenkstätten

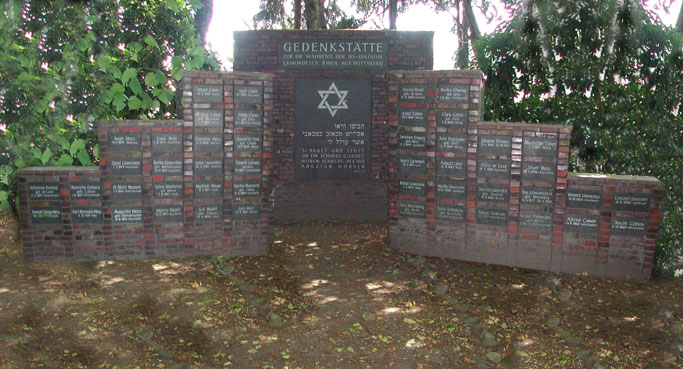
Gedenkstätte für die ermordeten jüdischen Bürger Wittmunds

- Die Gedenkstätte für die ermordeten jüdischen Bürger Wittmunds wurde am 3. September 2000 auf dem jüdischen Friedhof eingeweiht. Dort werden die Namen von 48 – seit der Ergänzung der Namen von Max und Josef Julius Neumark inzwischen 50 – ermordeten Personen genannt.
- Gedenkplakette am Standort der abgebrochenen Synagoge in der Kirchstraße 12. Die Umrisse der Synagoge sind durch schwarze Basaltsteine gekennzeichnet.

## Jüdische Persönlichkeiten aus Wittmund
- Fritz Neumark, Finanzwissenschaftler; verfasste das Steuergesetzbuch für die Türkei
- Moritz Neumark (1866–1943), Industrieller und Erfinder
- Jekutiel Blitz, übersetzte als erster die hebräische Bibel ins Jiddische